# Indre
Indre este un departament în centrul Franței, situat în regiunea Centru. Este unul dintre departamentele originale ale Franței create în urma Revoluției din 1790. Este numit după râul omonim care traversează departamentul.

## Localități selectate

### Prefectură
- Châteauroux

### Sub-prefecturi
- Le Blanc
- La Châtre
- Issoudun

## Diviziuni administrative
- 4 arondismente;
- 26 cantoane;
- 247 comune;